# 无斑沙蜥
无斑沙蜥（学名：Phrynocephalus immaculatus）为鬣蜥科沙蜥属的爬行动物。在中国大陆，分布于内蒙古等地，多见于荒漠草原以及生长着戈壁茅针及芨芨草等植物的高平原台地。该物种的模式产地在内蒙古四子王旗。
其种加词“immaculatus”意为“无斑的”。